# Martha McSally
Martha McSally (Warwick, 1966. március 22. –) amerikai politikus, szenátor (Arizona, 2019 – 2020). A Republikánus Párt tagja.

## Pályafutása
McSally a Rhode Island-i Warwickban született. Alapdiplomáját az Egyesült Államok Légierejének Akadémiáján szerezte 1988-ban, majd 1990-ben a Harvard Egyetemen szerzett politológiai mesterfokozatot. 1988-tól 2010-ig a légierőnél szolgált vadászpilótaként. Ezredesi rangban szerelt le. Ő volt az első női vadászpilóta az amerikai légierőnél, aki tényleges légi harcban is részt vett.
2012-ben sikertelenül indult a szövetségi képviselőházi választáson, de a következő ciklusban már megválasztották, majd 2016-ban újraválasztották, így összesen négy évig, 2015. január 3-tól 2019. január 3-ig képviselte az arizonai 2. számú választókörzetet.
A 2018-as választáson indult a visszavonuló Jeff Flake szenátor posztjáért, de alulmaradt a demokrata Kyrsten Sinemával szemben.
Időközben Arizona másik szenátusi helyén is üresedés történt. 2018. augusztus 25-én elhunyt a hivatalban lévő John McCain szenátor. McCain mandátuma 2023. január 3-án járt volna le, és a törvény szerint az arizonai kormányzó nevezhette ki McCain utódját. Doug Ducey kormányzó először Jon Kyl nyugalmazott szenátort nevezte ki, de Kyl, aki ekkor már 76 éves volt, csak az év végéig vállalta a feladatot. Miután a másik szenátusi helyért folyt választáson McSally alulmaradt, Kyl lemondása után Ducey McSallyt nevezte ki McCain helyére. A szabályok szerint McSally a következő kongresszusi ciklus végéig, 2021. január 3-ig maradhat posztján. A 2020 novemberében megrendezésre kerülő kongresszusi választáson az arizonai szavazók dönthetnek arról, hogy ki töltse ki a McCain mandátumából megmaradt két évet. McSally indult ezen az időközi választáson de vereséget szenvedett a demokrata Mark Kellytől.